# Nola fijiensis
Nola fijiensis är en fjärilsart som beskrevs av Robinson. Nola fijiensis ingår i släktet Nola och familjen trågspinnare. Inga underarter finns listade i Catalogue of Life.